# مجلة لاند لاست
مجلة لاند لاست (والتي تعني حرفيًا مجلة شهوة للأرض) هي مجلة ألمانية مختصة بالحدائق والبساتين المنزلية والنساء. تصدر المجلة كل شهرين في مونستر، بألمانيا. تُعتبر المجلة واحدة من المجلات الأكثر مبيعُا في البلاد.

## تاريخ المجلة وملفها الشخصي
بدأ مجلة لاند لاست في عام 2005. تم نشر المجلة من قِبَل دار النشر الزراعية كل شهرين. يقع مقر المجلة في مونستر. تستهدف المجلة جمهورها الرئيسي من النساء. تقدم المجلة مقالات حول عدة جوانب من حياة الريف، وتشمل الموضوعات المتكررة التي تتناولها المجلة الطبخ والحرفة وزراعة الحدائق والحياكة والطبيعة من بين الآخرين.
تعتبر مجلة لاند لاست بمثابة إحياء لمفهوم المنزل في ألماني. يعتبر فيليب أوليتمان من ذا أوبزرفر المجلة واحدة من خمسة مجلات تحدد ألمانيا الحديثة. ومع ذلك، انتقدت العديد من وسائل الإعلام الألمانية افتقار المجلة إلى الصقل. على سبيل المثال، قالت دير شبيغل: «عندما تتحول القمامة إلى مجلة، فإنها تطلق على نفسها اسم لاند لاست.»
على الرغم من أن تمتلك موقعًا على الويب، إلا أنه يغطي فقط عروض وخدمات محدودة ويتميز بمتجر عبر الإنترنت.
التداول
قامت مجلاة لاند لاست بتوزيع 50,000 نسخة في عامها الأول. وفي عام 2007 ارتفع توزيعها إلى 200000 نسخة، ثم باعت ما يقرب من 550,000 نسخة في أواخر عام 2009. كما بلغ تداول المجلة 648,866 نسخة في عام 2010.
أصبحت مجلة لاند لاست في عام 2013 واحدة من أفضل عشر مجلات ألمانية من حيث عدد القراء. باعت المجلة 1,024.033 نسخة خلال الربع الثاني من عام 2014.

## روابط خارجية
- Official website